# Alba Finzi
Alba Finzi (Venezia, 16 maggio 1923 – Venezia, 12 luglio 2014) è stata un'educatrice, insegnante e scrittrice italiana.  Una divulgatrice tra i giovani dei valori di solidarietà e di pace.

## Biografia
Alba Finzi nasce a Venezia in una famiglia della piccola borghesia veneziana. Il padre Angelo, di religione ebraica, era un ragioniere che lavorava nel privato perché era non iscritto al Partito Nazionale Fascista, sua madre Norma Franchini, di famiglia socialista, fu una casalinga battezzata cattolica e due sorelle una morta molto giovane e l’altra Lia più piccola di lei di cinque anni.
La famiglia Finzi era laica e non praticava nessuna religione.
Nel 1938, a causa delle leggi razziali che esclusero dalle scuole pubbliche tutti gli studenti e gli insegnanti di origine ebraica, è obbligata ad abbandonare la sua classe e le sue compagne. Nei primi mesi del 1939 può continuare e terminare il corso dei suoi studi nella scuola secondaria superiore gestita dalla Comunità Ebraica e consegue il diploma magistrale e la maturità scientifica.
Nel 1943 con la conquista dell’Italia da parte dei nazisti e per paura della deportazione il padre e le due figlie passano in clandestinità il confine Svizzero. Viene divisa dai suoi familiari e passa vari centri di raccolta profughi, lavora nel campo di lavoro di Hetzberg vicino a Zurigo e infine riesce a vincere una borsa di studio per l’Università di Basilea, dove frequenta i corsi dell’Accademia di Belle Arti.
Rientra in Italia nel 1945 e s’iscrive alla facoltà di medicina dell’Università di Padova. Mentre frequenta il terzo anno, tra il 1945 e 1951, viene incaricata, insieme a sua sorella Lia, dalla Comunità a far funzionare la Scuola Ebraica di Venezia, con l’obiettivo di raccogliere e riportare alla normalità i ragazzi superstiti e sbandati che dopo la Liberazione erano ritornati alle loro case. Sposa Gianmario Vianello giornalista, deputato e partigiano nella Brigata Biancotto.
Negli anni fine cinquanta e inizi sessanta collabora con la sorella Lia (presidente dell’Associazione Pionieri Italiani gruppo di Venezia) nel rafforzare e sviluppare l’associazione con iniziative che interessavano il mondo dei giovani.
L’esperienza di quel periodo influenzerà la sua scelta di lasciare medicina e di dedicarsi all’insegnamento. Rimarrà di ruolo nella scuola elementare pubblica fino al 1978.
In seguito, fu chiamata al The British School di Venezia, dove ha insegnato per un altro decennio. Il lavoro svolto in questi anni l’anno portata a interessarsi e approfondire la didattica dell’insegnamento multilingue nella Scuola Primaria.
Alba Finzi si è sempre occupata di ricerca pedagogica, ha collaborato alla stesura dell’inserto didattico di Riforma della Scuola e ha fatto parte per dieci anni della redazione della rivista.
Alba Finzi era interessata all’insegnamento della Matematica, ha partecipato ai primi fondamentali seminari per l’elaborazione del programma che proponeva l’inserimento dell’Insiemistica nella Scuola Primaria italiana.
Ha fatto parte del gruppo di progetto sperimentale che per un triennio, ospite della Cittadella di Assisi, operava per diffondere un metodo di educazione musicale (Kodaly) nella scuola (Seminari estivi rivolti agli insegnanti). Al Magistero dell’Università di Padova, negli anni Ottanta, ha fatto parte di un gruppo di ricerca e di verifica sul rinnovamento della didattica nella Scuola Italiana.
Nel 2012, con la sua collaborazione è stata realizzata a Venezia la mostra Ritorno a scuola e il catalogo.
Andata in pensione presta lavoro volontario nella biblioteca - archivio ebraico di Venezia.
Alla sua morte il suo archivio personale è stato donato dai suoi familiari all'Archivio della Comunità ebraica Renato Maestro che completarono la documentazione sulla scuola ebraica della città di Venezia..
Muore a Venezia il 12 luglio 2014.